# Drapeau des Bermudes

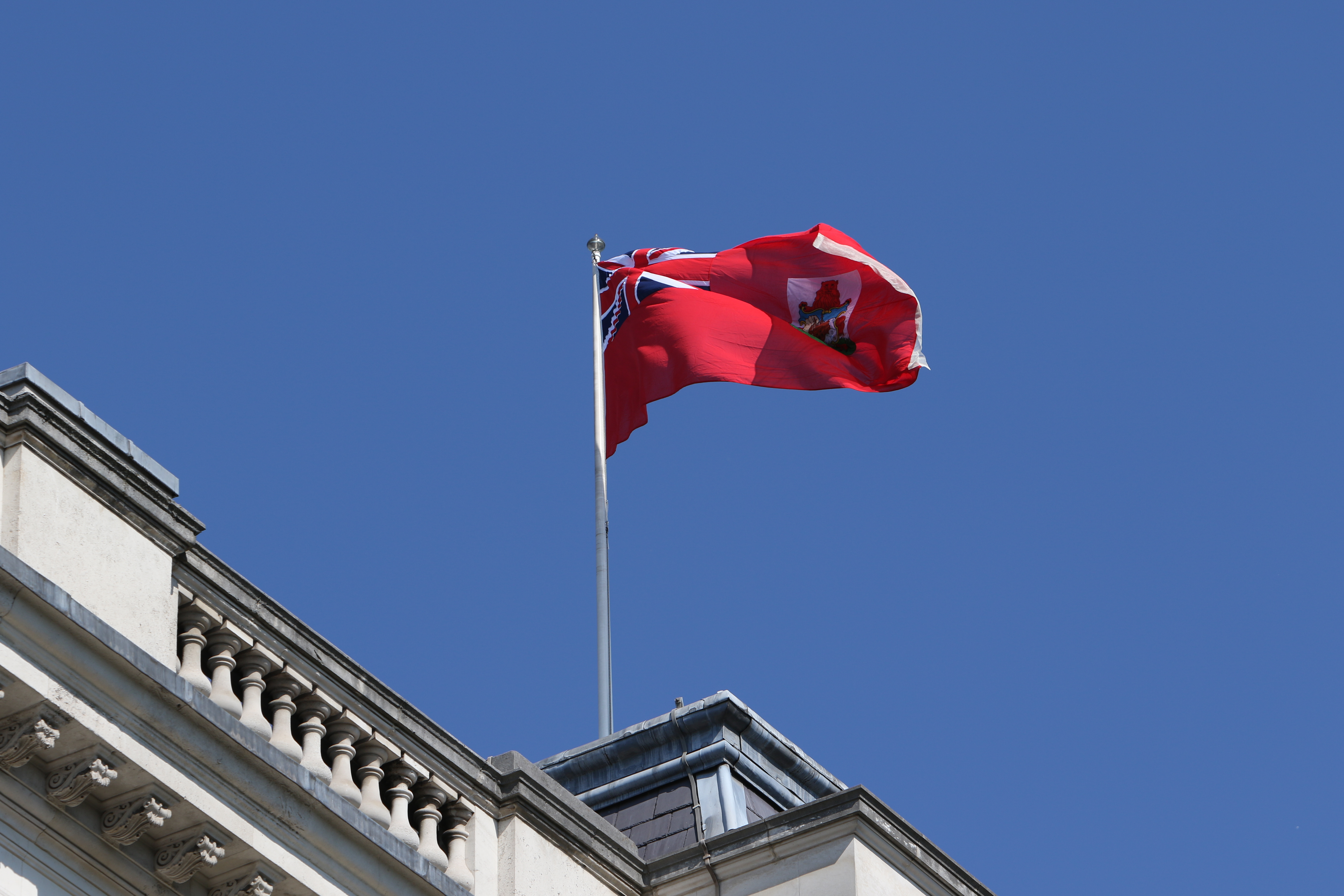
Drapeau au vent

Le drapeau des Bermudes  est dessiné sur le modèle du Red Ensign, alors que la plupart des autres dépendances britanniques utilisent celui du Blue Ensign. Seuls le Canada, l'Afrique du Sud et l'Inde (Raj britannique) ont utilisé le Red Ensign pendant leur période coloniale. Il existe d'ailleurs une version bleue qui est réservée au gouverneur.
Dans la partie flottante du drapeau figure les armes du pays, à savoir un lion tenant un écu où est représentée l'épave du Sea Venture, le bateau des premiers arrivants sur l'archipel en 1609.
De 1880 à 1915, le blason était remplacé par un disque où figuraient trois navires au large avec un écluse au premier plan.

Drapeau des Bermudes de 1875 à 1910
Drapeau des Bermudes de 1910 à 1999
Drapeau du Gouverneur des Bermudes
Pavillon gouvernemental des Bermudes